# Kanton Thoiry
Der Kanton Thoiry ist ein französischer Kanton im Département Ain in der Region Auvergne-Rhône-Alpes. Der Kanton existierte erstmals von 1793 bis 1801 und wurde im Rahmen der landesweiten Neuordnung der Kantone im März 2015 erneut ins Leben gerufen. Er umfasst heute 16 Gemeinden im Arrondissement Gex, sein bureau centralisateur ist in Thoiry.

## Gemeinden
Der Kanton besteht aus 16 Gemeinden mit insgesamt 30.736 Einwohnern (Stand: 1. Januar 2022) auf einer Gesamtfläche von 274,32 km²:
| Gemeinde               | Einwohner 1. Januar 2022 | Fläche km² | Dichte Einw./km² | Code INSEE | Postleitzahl |
| ---------------------- | ------------------------ | ---------- | ---------------- | ---------- | ------------ |
| Challex                | 1.628                    | 8,67       | 188              | 01078      | 01630        |
| Chevry                 | 2.301                    | 5,84       | 394              | 01103      | 01170        |
| Chézery-Forens         | 436                      | 46,57      | 9                | 01104      | 01200        |
| Collonges              | 2.260                    | 16,25      | 139              | 01109      | 01550        |
| Crozet                 | 2.354                    | 27,47      | 86               | 01135      | 01170        |
| Échenevex              | 2.227                    | 16,44      | 135              | 01153      | 01170        |
| Farges                 | 1.065                    | 14,28      | 75               | 01158      | 01550        |
| Léaz                   | 887                      | 11,40      | 78               | 01209      | 01200        |
| Lélex                  | 236                      | 17,63      | 13               | 01210      | 01410        |
| Mijoux                 | 297                      | 22,00      | 14               | 01247      | 01170        |
| Péron                  | 2.900                    | 26,01      | 111              | 01288      | 01630        |
| Pougny                 | 792                      | 7,77       | 102              | 01308      | 01550        |
| Saint-Jean-de-Gonville | 2.042                    | 12,36      | 165              | 01360      | 01630        |
| Ségny                  | 2.676                    | 3,24       | 826              | 01399      | 01170        |
| Sergy                  | 2.279                    | 9,46       | 241              | 01401      | 01630        |
| Thoiry                 | 6.356                    | 28,93      | 220              | 01419      | 01710        |
| Kanton Thoiry          | 30.736                   | 274,32     | 112              | 0120       | –            |

## Geschichte
Der historische Kanton Thoiry existierte von 1793 bis 1801 und schloss sieben Gemeinden ein, diese waren neben dem Hauptort Thoiry noch Challex, Crozet, Péron, Pouilly et Saint-Genix, Saint-Jean-de-Gonville und Sergy.

## Politik
| Vertreter im Départementsrat | Vertreter im Départementsrat   | Vertreter im Départementsrat |
| Amtszeit                     | Namen                          | Partei                       |
| ---------------------------- | ------------------------------ | ---------------------------- |
| 2015–                        | Muriel Benier Michel Brulharta | UD                           |